# Kingston on Murray
Kingston är en ort i Australien. Den ligger i kommunen Loxton Waikerie och delstaten South Australia, omkring 180 kilometer nordost om delstatshuvudstaden Adelaide. Den ligger vid sjön Wachtels Lagoon.
Trakten är glest befolkad. Närmaste större samhälle är Barmera, omkring 11 kilometer öster om Kingston.